# Vasamuseet
Vasamuseet er et museum ved Galärvarvet på Södra Djurgården i Stockholm. Det regnes som en af Stockholms største turistattraktioner.
På Vasamuseet kan man se alt, som blev fundet på Regalskeppet Vasa, der sank ved Beckholmen og blev bjærget i 1961. Udenfor museet findes flere andre nyere museumsfartøjer, såsom fyrskibet "Finngrundet" og isbryderen "St. Erik". 
Museet fik sin form efter en international arkitektkonkurrece, der blev vundet af Månsson & Dahlbäck Arkitektkontor. Byggeriet modtog Kasper Salin-prisen i 1990.

## Fakta
- Museets indvielsesår: 1990
- Byggeriets pris: 200 millioner
- Museets areal: 12 500 kvm
- Byggeriets volumen: 117 000 kubikmeter
- Antal besøg per år: cirka 800 000 personer

## Eksterne links
- Vasamuseet Arkiveret 11. august 2017 hos  Wayback Machine

59°19′41″N 18°05′29″Ø / 59.32807°N 18.09139°Ø